# S.U.N.S.H.I.N.E. EP
| Recensione | Giudizio |
| ---------- | -------- |
| Gege Vibes | Positivo |

S.U.N.S.H.I.N.E. EP è un extended play collaborativo tra il rapper italiano Rancore e il disc jockey italiano DJ Myke, pubblicato in download digitale gratuito il 28 luglio 2015. Nel 2016 viene stampato in formato vinile, mentre nel 2018 in formato CD. Entrambe le stampe hanno una tiratura limitatissima di sole 300 copie.

## Tracce
Testi di Tarek Iurcich, musiche di Marco Micheloni.
1. S.U.N.S.H.I.N.E. – 7:53
2. Tattatira – 3:46
3. The Best Of – 3:45
4. Factotum – 5:08
5. Ulula – 3:50
6. Tengo il respiro – 4:33

## Formazione
- Rancore – voce
- DJ Myke – scratching, produzione
- Emanuele "Lillo" Ranieri – chitarra, basso, produzione